# Payankh
Payankh, o anche Payonkh o Piankhi (... – 1070 a.C. circa), è stato un Primo Profeta di Amon durante la XX dinastia egizia.

## Biografia
Fu successore di Herihor nella carica di Primo Profeta di Amon a Tebe, e forse fu pure suo figlio adottivo, anche se a differenza di Heriror, Payankh non assunse mai titoli regali. Moglie di Payankh fu Hereret, presumibilmente figlia di Herihor.
Secondo l'egittologo Karl Jansen-Winkeln fu, invece, il padre adottivo di Herihor ed il diretto avversario di Panehesi, il viceré del Kush che conquistò la regione di Tebe durante il regno di Ramesse XI.
| G41 | G1 | Z4 | S34 | A3 |

 p3j ˁnḫ - Payankh